# L'Aspersion
L'Aspersion, (en russe : Обливание), est un tableau du peintre russe, soviétique et américain Nikolaï Fechine. Il est réalisé en 1914 à Kazan,,,,,. La toile fait partie des collections du Musée d'État des Beaux-Arts du Tatarstan et est exposée par la filiale du musée, la Galerie nationale des beaux-arts Khazine, située dans l'enceinte du kremlin de Kazan.
Le tableau de Fechine représente la coutume villageoise d'asperger d'eau pendant les chaleurs estivales ceux qui passent devant le puits. Les paysans la considéraient comme un moyen magique de prévenir la sécheresse. Dans le christianisme, le concept de « lavement des péchés » (par le baptême notamment) est relié à cette coutume païenne d'« invocation de la pluie ». Dmitri Seriakov, historien d'art, considère que L'Aspersion est une continuation du thème ethnographique de Fechine, qui, au moment de la création du tableau, était déjà présent dans ses scènes de genre telles que Mariage chez les Tchérémisses et Kapoustnitsa. Ces trois tableaux du peintre ont été appelés « rituels ». Selon le critique Seriakov, l'artiste ne cherchait pas tant à montrer des scènes de la vie populaire que des modes de vie inscrits dans des rites spécifiques.
La traductrice du roman de Pavel Melnikov-Petcherski Dans les forêts, Sylvie Luneau, note que le sobriquet aspergé est méprisant quand il désigne, dans la bouche des orthodoxes, baptisés par immersion, ceux qui ont reçu le baptême latin par aspersion.